# San Roque (El Oro)

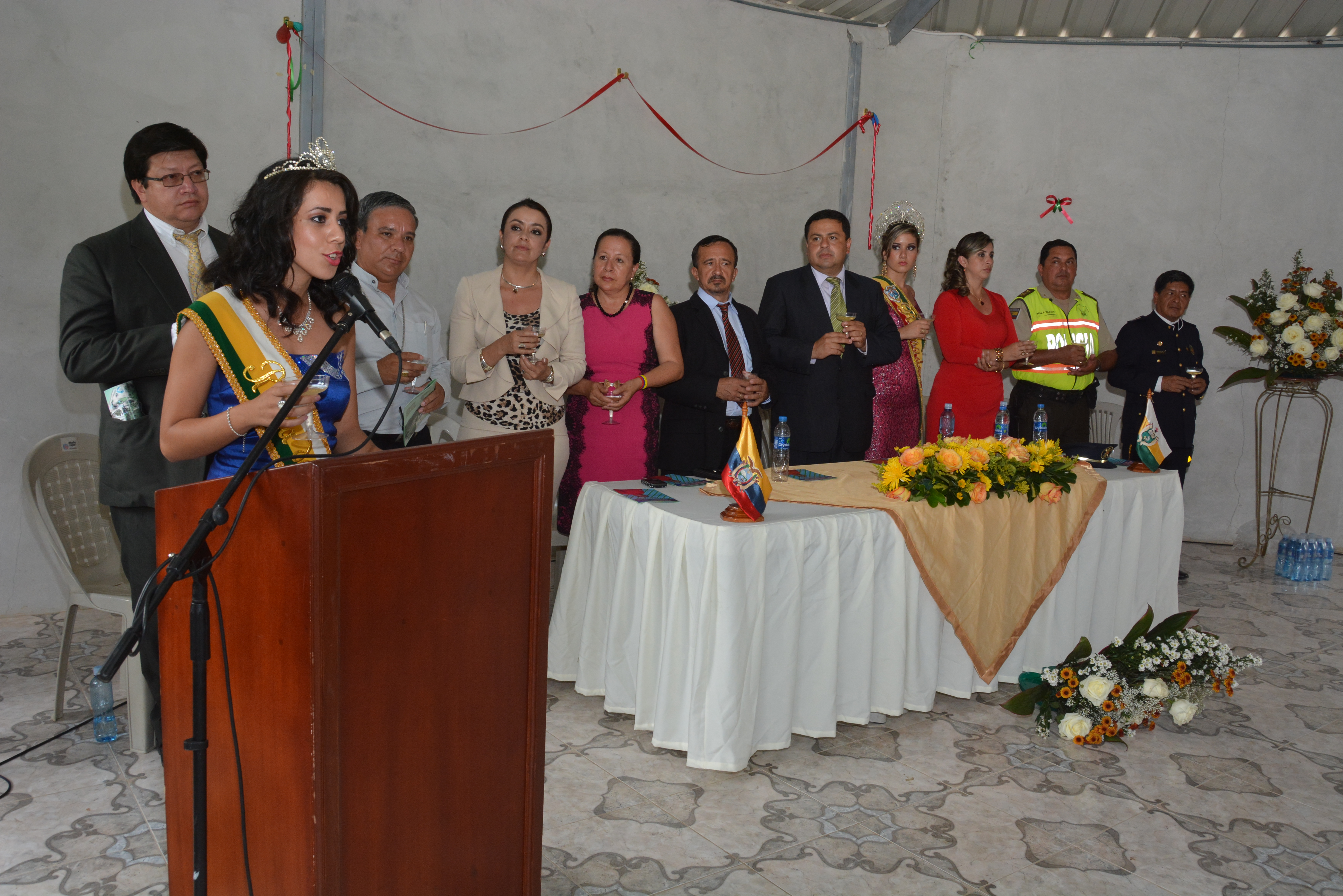
74-Jahrfeier von San Roque im Jahr 2014

San Roque ist eine Ortschaft und eine Parroquia rural („ländliches Kirchspiel“) im Kanton Piñas der ecuadorianischen Provinz El Oro. Die Parroquia besitzt eine Fläche von 45,5 km². Die Einwohnerzahl lag im Jahr 2010 bei 867.

## Lage
Die Parroquia San Roque liegt im Südwesten von Ecuador in den westlichen Ausläufern der Anden. Der Río Amarillo sowie der Río Pindo begrenzen das Verwaltungsgebiet im Südosten und im Süden. Der 900 m hoch gelegene Ort San Roque befindet sich 5,5 km südsüdöstlich des Kantonshauptortes Piñas. Eine 3,7 km lange Nebenstraße verbindet San Roque mit der Fernstraße E585A (Portovelo–Paccha).
Die Parroquia San Roque grenzt im Norden an das Municipio Piñas, im Osten an die Parroquia Portovelo, im Süden an die Provinz Loja mit der Parroquia El Rosario (Kanton Chaguarpamba) sowie im Westen an die Parroquia Capiro.

## Orte und Siedlungen
Neben dem Hauptort San Roque gibt es noch folgende Sitios: Curitejo, Jesús del Gran Poder, La Chuva, La Lejanita, Lozumbe, Mochata und Tarapal.

## Geschichte
Bis 1907 war das Gebiet als die Hacienda La Cría bekannt. Dann wurde der Ort nach dem Schutzpatron "San Roque" umbenannt. Am 26. Januar 1940 wurde die Parroquia Ambrosio Maldonado im Kanton Zaruma gegründet. Am 8. November 1940 wurde die Parroquia in den Kanton Piñas überführt und in "San Roque" umbenannt.